# 溴酸钪
溴酸钪是一种无机化合物，化学式为Sc(BrO3)3，它是可溶于水的白色固体。它的三水合物可由硫酸钪和溴酸钡反应，过滤去沉淀后于50~60 °C蒸发溶液得到。
Sc2(SO4)3 + 3 Ba(BrO3)2 → 2 Sc(BrO3)3 + 3 BaSO4↓
Sc(OH)3 + 3 HBrO3 → Sc(BrO3)3 + 3 H2O
它的三水合物在75 °C分解，生成Sc2O3。